# Nicky Newton-King

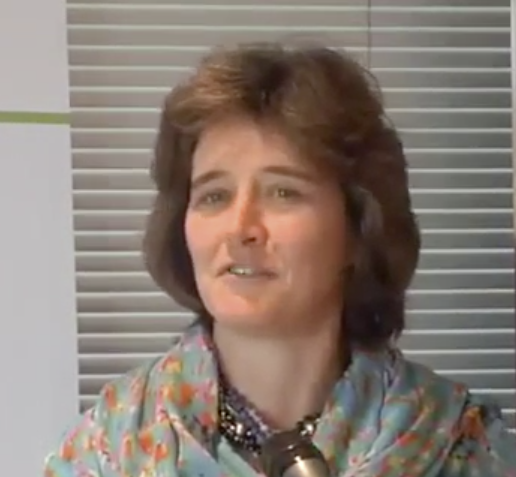
Nicky Newton-King, 2014

Nicky Newton-King (sinh năm 1966) là một nữ luật sư điều tiết tài chính và chứng khoán doanh nghiệp. Bà là giám đốc điều hành phụ nữ đầu tiên trong lịch sử 125 năm của sàn giao dịch chứng khoán Johannesburg (JSE).

## Giáo dục và sự nghiệp
Newton-King theo học tại Đại học Stellenbosch nơi bà đã hoàn thành BA và BA LLB. Bà đã đạt được LLM (danh dự hạng nhất) chuyên về tài chính doanh nghiệp, quy định chứng khoán và luật hành chính tại Đại học Cambridge, Anh năm 1994. Trong khi tại Cambridge, trường cao đẳng Queens đã trao cho bà học bổng Foundation vì thành tích học tập.
Trong thời gian làm việc với Webber Wentzel Bowens Luật sư, bà đã tư vấn cho các công ty trong ngành công nghiệp chứng khoán và dịch vụ tài chính. 

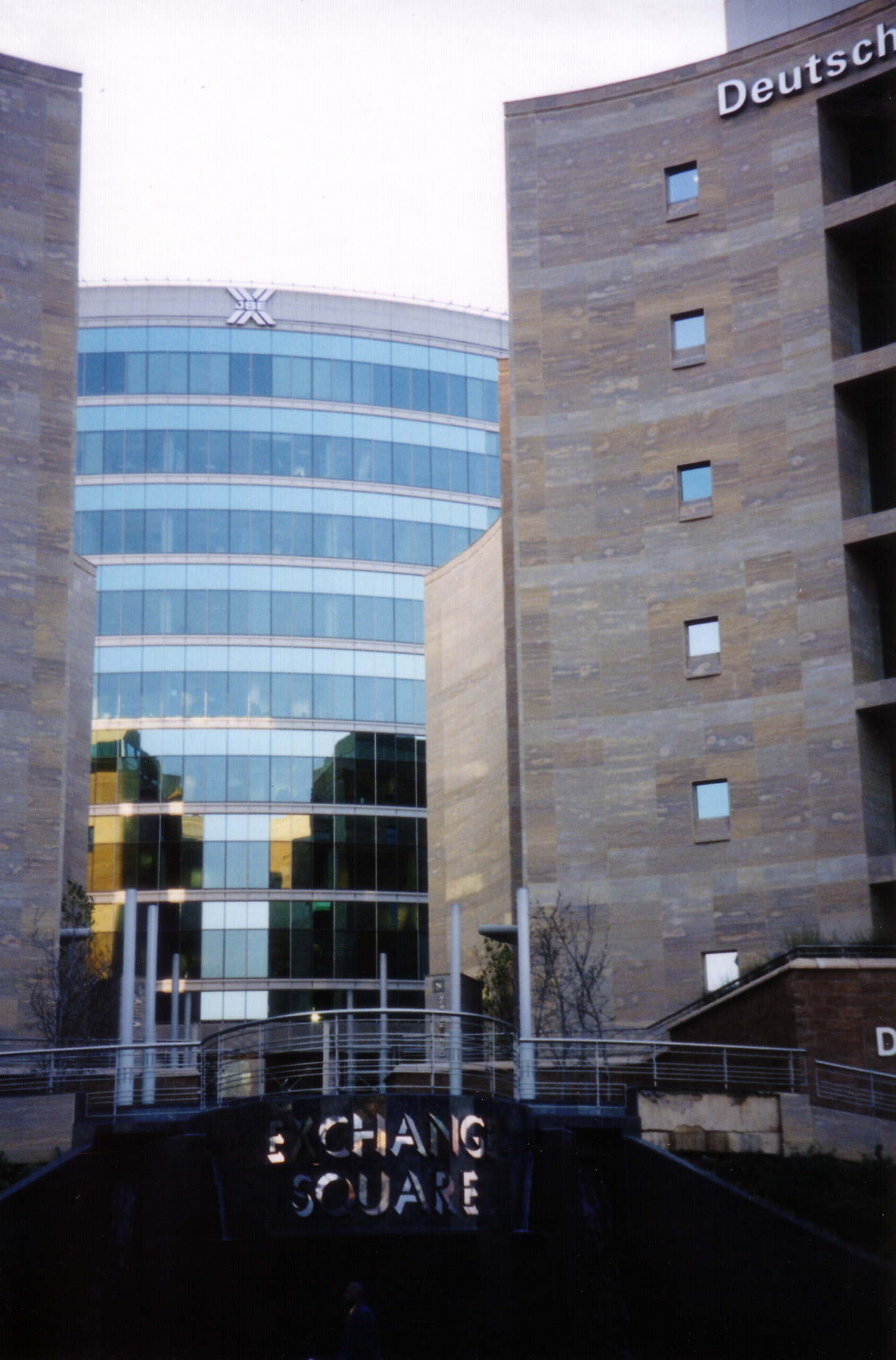
Tòa nhà giao dịch chứng khoán Johannesburg

Newton-King gia nhập JSE năm 1996 và trở thành giám đốc điều hành của JSE năm 2000. Bà được bổ nhiệm vào hội đồng quản trị của JSE năm 2005 và trở thành CEO của JSE vào tháng 1 năm 2012, thay thế Russell Loubser. Là phó giám đốc điều hành, bà đã tham gia vào việc giới thiệu các chính sách hành động khẳng định và kế hoạch công bằng việc làm tại JSE. Bà cũng chịu trách nhiệm cho các sáng kiến kinh doanh và eCommerce - dịch vụ bán hàng điện tử của họ.
Vào ngày 28 tháng 10 năm 2014, bà trở thành Giám đốc Liên đoàn Trao đổi Thế giới. Bà cũng là một thành viên của Ban cố vấn thị trường tài chính và Ủy ban thù lao tổng thống. Bà đóng vai trò thành viên của Vua Nhiệm vụ Nhóm thành giao dịch nội gián và Ban cố vấn thị trường tài chính, và giúp soạn thảo Luật Insider Trading, 1998. quy chế này quy định về bồi thường thiệt hại phải chịu do hậu quả của giao dịch nội gián. Kể từ năm 2018, bà là Giám đốc không điều hành của Strate (Pty) Ltd.